# Mittlere Marzellspitze
Die Mittlere Marzellspitze (italienisch Punta di Marzèl di Mezzo) ist ein 3532 m (nach anderen Angaben auch 3528 oder 3527 m) hoher Gipfel im Schnalskamm in den Ötztaler Alpen. Der Gipfel liegt genau auf der Staatsgrenze zwischen dem österreichischen Bundesland Tirol und der italienischen Provinz Südtirol.

## Lage und Umgebung
Die Mittlere Marzellspitze ist ein Gipfel, der etwa in der Mitte des von West nach Ost verlaufenden Schnalskamms aufragt. Die nächstgelegenen Gipfel sind die Westliche Marzellspitze (3529 m) und die Östliche Marzellspitze (3550 m). Die Südflanken des Bergs fallen Richtung Pfossental ab und sind Teil des Naturparks Texelgruppe. Nördlich der Mittleren Marzellspitze erstreckt sich der Marzellferner.

## Anstiege
Die Mittlere Marzellspitze wird typischerweise im Rahmen einer Hochtour von der Martin-Busch-Hütte aus überschritten oder ohne Gletscherberührung (auch als anspruchsvolle Skitour) vom Pfossental aus erreicht.